# HD 11506 b
HD 11506 b is een exoplaneet die draait om de gele dwergster HD 11506. De planeet is een grote gasreus. De planeet staat 167 lichtjaar van ons vandaan in het sterrenbeeld Walvis. De planeet is ontdekt op 10 april 2007 door Debra Fischer, door middel van dopplerspectroscopie. Dat betekent dat kleine verschuivingen in het spectrum van een ster, veroorzaakt door bewegingen van die ster, worden opgevangen. Deze bewegingen kunnen worden veroorzaakt door de zwaartekracht van een of meer exoplaneten. 